# KMG
KMG is een Nederlands bedrijf dat voornamelijk grote kermisattracties bouwt. Het bedrijf werd opgericht in 1991 en is gevestigd in Neede. De attracties van het bedrijf worden over de hele wereld gebruikt. Tussen 1991 en 2006 zette het bedrijf 150 attracties af.
In het attractieaanbod zitten een aantal klassieke kermisattracties, zoals de booster, maar ook eigen gemaakte attracties. Bijzonder is dat er in het aanbod ook attracties zitten die vooral in pretparken te vinden zijn waarop door KMG een kermisvariant werd gemaakt. In 2011 construeerde KMG de Mission Space, op dat moment met 80 meter de hoogste transporteerbare attractie ter wereld.

## Attracties
Een aantal attractietypes die door het bedrijf gebouwd worden:

### Frisbees
De attractie die het uitgebreidst in de catalogus van KMG voorkomt, is de Frisbee. Daar maakt KMG drie standaardversies van (kermisvarianten welteverstaan): een "standaard", een grotere en een kleinere variant. Daarnaast maakt het bedrijf ook twee varianten met extra dimensies waarbij de gondels in een extra richting kunnen draaien.
- Afterburner, een kermisvariant op de Frisbee waarbij 6 gondels (zonder vloer) rond een schommelende centrale arm hangen in plaats van één grote ronde schijf. 
  - Freak Out, een kleinere versie van de Afterburner
  - XXL, een grotere versie van de Freak Out. Deze attractie schommelt 45 meter hoog. KMG heeft begin 2016 een grotere over de kop versie van de XXL gebouwd, genaamd Inversion-24.
- Inversion is een soort frisbee waaraan gondels van een booster bevestigd zijn. De attractie kan zodoende 3 bewegingen maken, één meer dan een klassieke frisbee, namelijk het over de kop draaien van de gondels.
  - Inversion-24, een grote variant op de Inversion (nog groter dan de XXL) met naast de grootte als tweede verschil dat de arm ook volledig over de kop kan gaan. 24 zitplaatsen zijn verdeeld over 3 gondels en de maximale hoogte bedraagt 65 meter. Voor over de kop worden daarom de gondels vastgezet, omdat anders de krachten op de bezoekers te groot worden vanwege de forse valversnelling.
- Sicko, een variant op de Afterburner, maar de stoeltjes zijn anders gepositioneerd en kunnen ook ronddraaien in het horizontale vlak (loodrecht op de zwaaiarm). De zwaaiarm ziet er hier niet uit als één enkele paal zoals standaard bij de frisbee, maar als een wijde "V" (er zijn dus eigenlijk twee armen, zoals een schommel ook twee koorden heeft).

### Boosters
Van de kermisklassieker booster biedt het bedrijf ook zijn versie aan, maar dan onder de fabrieksnaam "Speed". Extra varianten op de booster heeft het bedrijf niet, maar het maakt wel veel opmerkelijke combinaties van de gondels van een booster met andere attracties (zie bijvoorbeeld de Inversion hierboven, en een aantal attracties hieronder).

### Draaischijven
Basis gelijkend op de Enterprise
- Tango is een attractie waarbij drie armen rond een centrale arm draaien. Eerst gebeurt dit horizontaal, daarna verticaal. De arm gelijkt een beetje op een Enterprise, maar de gondels hebben een andere vorm en de arm biedt extra draaidimensies.
- XLR8 (lees accelerate), een attractie die bestaat uit 6 armen die bezoekers met snelheden tot 80 km/h laten ronddraaien. De gondels lijken op die van een Enterprise, maar de typische arm van een Enterprise ontbreekt en de attractie blijft zodoende horizontaal.

Basis gelijkend op de Red Baron
- Experience, een soort draaimolen voor volwassenen. De attractie gelijkt op een Red Baron met gondels van een booster. Deze attractie kan non-stop koprollen maken.
- Fun Factory is een variant op de Red Baron voor volwassenen waarbij de attractie onder andere sneller draait en de gondels ook om zichzelf kunnen draaien (horizontaal, geen inversies).
  - Speed Buzz is een kleinere variant van de Fun Factory.

Basis van een Frisbee
- Move It 32 is een attractie bestaande uit de zetels van een Frisbee, maar dan zonder heen en weer slingerende arm, zodat alleen de schijf overblijft. De attractie bestaat uit een groot kruis met 8 gondels en kan 3 bewegingen maken: de hele attractie draait rond (zoals een draaimolen), het kruis kan over de kop gaan, en het kruis kan zelf ook draaien.
  - Move It 24 is de kleinere versie van Move It 32. Er is plaats voor 24 personen i.p.v. 32 en er is maar één hoofdarm, die wat weg heeft van een arm van een enterprise, alleen kan deze hier de gondel ook ondersteboven keren.
  - Move It 18 lijkt op de Move It 24. Het verschil is dat er maar plaats is voor 18 personen, die tegenover elkaar zitten in 2 rijen van 9.

### Grote "banken"
- Discovery, een door KMG ontworpen variant op een schuine topspin. Hij is iets kleiner dan de pretparkversie. Inmiddels zijn er twee varianten van de Discovery: met vloer en dak (1.0) en zonder vloer en dak (2.0).
- Tropical Trip, bezoekers zitten op een bank die op en neer gaat. Gelijkt op een Vliegend tapijt, maar bezoekers zitten met hun rug naar de achterwand.
  - X-Factory, hetzelfde als Tropical Trip, alleen kan hier de bank naar voren hellen.

### Overige
- Parajump, een combinatie van Tropical Trip met een Booster. De lange bank van de Tropical Trip is vervangen door drie boostergondels die door de middelpuntvliedende kracht (en met hulp van een motor) net zoals bij de booster over de kop kunnen gaan.
- Mission Space, een soort zweefmolen met twee gondels die op 70 meter hoogte rondvliegen aan staalkabels. Vertoont gelijkenissen met de Rocket van het bedrijf Funtime, alleen is daar slechts één gondel.
- High Swing is een zweefmolen van 60 meter hoog. Bezoekers komen tot 50 meter.
- Swing It is een variant van KMG op de Disk'O met als verschillen dat er niet één gondel is, maar een trein van twee "voertuigen", en dat de gondels niet rond zijn.